# Allgunnen (ort)
Allgunnen är en by i Högsby socken i Högsby kommun belägen vid Skureboåns utlopp i sjön Allgunnens norra ände. 1995 klassade SCB bebyggelsen som en småort
Allgunen är känd för sin miljö, i närheten finns Allgunnens naturreservat och naturreservatet Aboda klint. Vid Aboda klint finns även en skidbacke. Orten "upptäcktes" när Ruda–Oskarshamns Järnväg drogs genom området, varpå man började exploatera den natursköna omgivningen.
Tidigare fanns här ett torp, under 1500-talet upptaget som ett halvt mantal frälse, tillhörigt ätten Trolle. Äldsta belägget är Arvid Trolles jordebok från cirka 1498 då här fanns ett bebott torp (Algunnerom).